# Salacia miegei
Salacia miegei är en benvedsväxtart som beskrevs av N. Hallé. Salacia miegei ingår i släktet Salacia och familjen Celastraceae. Inga underarter finns listade.